# Arnschwang
Arnschwang là một đô thị ở huyện Cham bang Bayern nước Đức. Đô thị Arnschwang có diện tích 28,3 km², dân số thời điểm ngày 31 tháng 12 năm 2006 là 2018 người.